# Warschauer Herfst

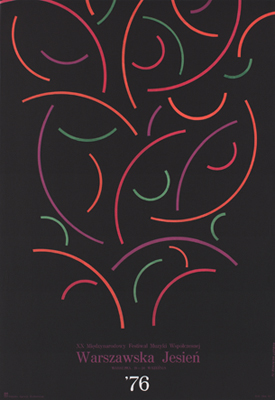
poster Warschauer Herfst 1976

De Warschauer Herfst (Pools: Warszawska Jesień) is het voornaamste festival voor hedendaagse muziek in Polen. Het vindt sinds 1956 jaarlijks plaats gedurende acht dagen in september op verschillende locaties in Warschau. Jarenlang was het in Midden- en Oost-Europa het enige festival in zijn soort.
Het festival wordt georganiseerd door de Poolse Componistenbond ZKP. Initiatiefnemers van het festival waren de componisten Tadeusz Baird en Kazimierz Serocki. Doel was het voor het voetlicht brengen van nieuwe muziek uit Polen en daarbuiten. Daarbij was van meet af aan ook muziek uit het Westen, waardoor het festival een belangrijk cultureel doorgeefluik kon worden. Westerse avant-gardecomponisten als Pierre Boulez, Luigi Nono, Bruno Maderna en John Cage waren er te gast, maar ook werken van Oost-Europese componisten als Krzysztof Penderecki, Witold Lutosławski, Alfred Schnittke en Sofia Goebaidoelina gingen er in première. 
Festivaldirecteur is Jerzy Kornowicz, die in 2017 Tadeusz Wielecki opvolgde.